# Зелёная мантелла
Зелёная мантелла (лат. Mantella viridis) — лягушка из рода Mantella семейства Mantellidae. Длина самцов 22—25 мм, самок 25—30 мм.

## Ареал и места обитания
Леса Северного Мадагаскара. В местах обитания сильное влияние оказывает сезонное чередование засушливого и дождливого периодов. Основу растительности составляют листопадные породы деревьев, ежегодно сбрасывающих на землю толстый слой листьев.

## Развитие
Активный период начинается вместе с первыми дождями в декабре. Поскольку достаточно высокая влажность держится только в течение нескольких месяцев, рост молодых животных происходит быстро и в сжатые сроки. В течение засушливого периода лягушки держаться в слое опавших листьев. В это время они выходят из своих убежищ только на время кормления.